# Pamela Palmater
Pamela „Pam“ Palmater (* 1970 in Eel River Crossing in Neubraunschweig) ist eine Mi'kmaq-Anwältin, Professorin und Politikerin aus dem Norden der kanadischen Provinz Neubraunschweig. Palmater betätigt sich seit langem als politische Kommentatorin bei Aboriginal Peoples Television Network, InFocus, CTV und bei der Canadian Broadcasting Corporation.

## Leben und Werk
Palmaters Familie stammt aus Eel River und gehört der Eel River Bar First Nation an. Sie ist eine Nachkommin des letzten traditionellen Häuptlings ihrer First Nation, von Louis Jerome, ihrem Urgroßvater. Dessen Tochter war die Heilerin Margaret Jerome, die William Palmater heiratete. Zu dieser Zeit waren Kinder aus Ehen, bei denen die Frau Indianerin und der Mann Nicht-Indianer war, automatisch keine Indianer mehr, verloren also ihren „Status“. Diese Nachkommen werden dementsprechend als Non Status Indians bezeichnet. Ihr Sohn, ein Veteran des Zweiten Weltkriegs, war Pamela Palmaters Vater.
Pamela wuchs mit drei Brüdern und acht Schwestern auf und war damit ebenfalls Non Status Indian. Sie selbst hat zwei erwachsene Söhne, die infolge der Gesetzeslage, die die weibliche Linie benachteiligte, auch keinerlei Ansprüche auf staatliche Hilfen haben. Immerhin sorgte 1985 eine Gesetzesänderung dafür, dass ihre Eltern den Indianerstatus zurückerhielten, der ihr weiterhin vorenthalten blieb. Dies wiederum hat zur Folge, dass, wenn sie dem traditionellen Fischfang oder der Jagd nachgehen, bestraft werden. Darüber hinaus existiert für sie keine staatliche Gesundheits- oder Bildungsverpflichtung, wie sie gegenüber Statusindianern besteht.
1994 erlangte Pamela Palmater ihren ersten akademischen Abschluss (undergraduate degree) an der Saint Thomas University im Bereich Native Studies and History, 1997 ihren Bachelor of Laws, 1999 folgte der Master, 2009 wurde Palmater in Aboriginal Law an der Dalhousie University promoviert. Sie nahm an den Verhandlungen teil, die 2005 zum Abkommen von Kelowna führten, ebenso wie 2010 an den Beratungen zu Änderungen am Indian Act, dem Indianergesetz. Derzeit ist sie Associate Professor am Zentrum der Ryerson University für Indigenous Governance in Toronto.
2012 wurde sie als eine der acht Kandidaten für den Vorsitz in der Assembly of First Nations aufgestellt und strebte damit den Rang eines National Chief an. Im Falle ihrer Wahl wollte sie aus der AFN wieder eine Lobbyorganisation machen, die sich gegen die fortgesetzte Kolonisierung unter Missachtung der Verträge wehrt, nicht eine Ersatzregierung für alle First Nations. Jeder Kandidat braucht dazu 15 Häuptlinge, die seine, resp. ihre Wahl unterstützen. Im Juli 2012 unterlag sie dem favorisierten Shawn Atleo als zweitstärkste von acht Kandidaten, dem sie vorwarf, aus dem AFN eine „Assembly of Assimilation“ gemacht zu haben. Atleo erhielt im dritten Wahlgang 341 oder 67 % der Stimmen; ein Quorum von mindestens 60 % ist Bedingung für die Wahl.
Innerhalb des AFN leitet Palmater das Centre for Indigenous Governance. Zugleich ist sie Professorin im Department of Politics and Public Administration an der Ryerson University. Auch hat sie als Beraterin für das Department of Indian Affairs and Northern Development gearbeitet. Zudem war sie Director of Lands and Trusts Services in Amherst, danach Direktorin für Government Relations im neuschottischen Halifax. Schließlich untersuchte sie Menschenrechtsverletzungen in der Nova Scotia Human Rights Commission. Für kurze Zeit lehrte sie an der St. Mary’s University.
Sie ist Mitglied in der Law Society of New Brunswick, der Canadian Bar Association, der Ontario Bar Association und der Indigenous Bar Association.

## Auszeichnungen
- 2012 YWCA Woman of Distinction Award in Social Justice.[9]

## Veröffentlichungen
- In the Path of Our Ancestors. The Aboriginal Right to Cross the Canada-United States Border, Master of Laws, 1999, unveröffentlicht.
- Stretched Beyond Human Limits. Death by Poverty in First Nations, 2012.
- Beyond Blood: Rethinking Aboriginal Identity and Belonging, PhD, 2009, Saskatoon: Purich Publishing, 2011.
- Beyond Blood. Rethinking Indigenous Identity, Purich, Saskatoon 2011.
- Stretched Beyond Human Limits: Death by Poverty in First Nations, in: Canadian Review of Social Policy  65/66 (2012) 112–127.
- Indigenous Nationhood. Empowering Grassroots Citizens, Blackpoint/Winnipeg 2015.
- Warrior Life. Indigenous Resistance and Resurgence, Fernwood Publishing, 2020.